# Nuoto di fondo ai Giochi mondiali sulla spiaggia 2019
Le competizioni di nuoto di fondo ai Giochi mondiali sulla spiaggia 2019 si sono svolte il 13 ottobre 2019 presso la spiaggia di Katara, a Doha. Sono state disputate due gare sulla distanza dei 5 km, una maschile e una femminile, a cui hanno partecipato rispettivamente 26 uomini e altrettante donne.

## Calendario
Il calendario delle gare è stato il seguente:
| ● | Finali |

| Ottobre |    |    |    |    |    |
| 11      | 12 | 13 | 14 | 15 | 16 |
|         |    | 2  |    |    |    |

## 5 km maschili
| Posizione | Atleta              | Nazione    | Tempo    |
| --------- | ------------------- | ---------- | -------- |
| 1         | Marcello Guidi      | Italia     | 55'25"   |
| 2         | Denis Adeev         | Russia     | 55'26"   |
| 3         | Sören Meißner       | Germania   | 55'28"   |
| 4         | Fernando Estanislau | Brasile    | 55'29"   |
| 5         | David Castro        | Ecuador    | 55'32"   |
| 6         | Krzysztof Pielowski | Polonia    | 55'33"   |
| 7         | Guillem Pujol       | Spagna     | 55'34"   |
| 8         | Yuval Safra         | Israele    | 55'37"   |
| 9         | David Farinango     | Ecuador    | 55'52"   |
| 10        | Rafael Lourenço     | Portogallo | 55'59"   |
| 11        | Matěj Kozubek       | Rep. Ceca  | 56'01"   |
| 12        | Mathieu Ben         | Marocco    | 56'05"   |
| 13        | Daniel Delgadillo   | Messico    | 56'06"   |
| 14        | Bailey Armstrong    | Australia  | 56'07"   |
| 15        | Vít Ingeduld        | Rep. Ceca  | 56'08"   |
| 16        | David Brandl        | Austria    | 56'11"   |
| 17        | Kristóf Rasovszky   | Ungheria   | 56'27"   |
| 18        | Vitaliy Khudyakov   | Kazakistan | 56'28"   |
| 19        | Niklas Frach        | Germania   | 56'44"   |
| 20        | William Thorley     | Hong Kong  | 57'33"   |
| 21        | Dániel Székelyi     | Ungheria   | 57'49"   |
| 22        | Tamaš Farkaš        | Serbia     | 57'51"   |
| 23        | Zhang Ziyang        | Cina       | 1h02'20" |
| 24        | Aiman al Qasmi      | Oman       | 1h05'25" |
| DNF       | Kirill Abrosimov    | Russia     | -        |
| DNF       | Abdelrahman Mohamed | Qatar      | -        |

## 5 km femminili
| Posizione | Atleta                | Nazione    | Tempo    |
| --------- | --------------------- | ---------- | -------- |
| 1         | Ana Marcela Cunha     | Brasile    | 59'51"   |
| 2         | Hou Yawen             | Cina       | 59'52"   |
| 3         | Leonie Beck           | Germania   | 59'53"   |
| 4         | Giulia Gabbrielleschi | Italia     | 59'55"   |
| 5         | Qu Fang               | Cina       | 1h00'00" |
| 6         | María Bramont         | Perù       | 1h00'01" |
| 7         | María de Valdés       | Spagna     | 1h00'38" |
| 8         | Samantha Arévalo      | Ecuador    | 1h00'45" |
| 8         | Angélica Ribeiro      | Portogallo | 1h00'45" |
| 10        | Réka Rohács           | Ungheria   | 1h00'46" |
| 11        | Anna Olasz            | Ungheria   | 1h00'47" |
| 12        | Viviane Eichelberger  | Brasile    | 1h00'59" |
| 13        | Julia Arino           | Argentina  | 1h01'01" |
| 14        | Martha Sandoval       | Messico    | 1h01'05" |
| 15        | Finnia Wunram         | Germania   | 1h01'14" |
| 16        | Mackenzie Brazier     | Australia  | 1h01'18" |
| 17        | Alena Benešová        | Rep. Ceca  | 1h01'58" |
| 18        | Krystyna Pančyško     | Ucraina    | 1h03'27" |
| 19        | Liliana Hernández     | Venezuela  | 1h03'30" |
| 20        | Paola Pérez           | Venezuela  | 1h03'39" |
| 21        | Karolína Balážiková   | Slovacchia | 1h07'08" |
| 22        | Valerija Ermakova     | Russia     | 1h07'16" |
| DNF       | Paula Ruíz            | Spagna     | -        |
| DNF       | Nip Tsz Yin           | Hong Kong  | -        |
| DNF       | Marija Novikova       | Russia     | -        |
| DNF       | Nada Arkaji           | Qatar      | -        |